# 版元
版元（はんもと）とは、図書など印刷物の出版元・発行元のこと。近現代の出版業界の業界用語においては「出版社」のことを指す場合が多い。

## 概要
「元」は網元の「元」と同じ用法と言える。同様に「版元」とは印刷物を製作するために不可欠な「版」を持っている事業主のことを指す。これは必ずしも書籍の出版者のみを示すものではない。例えば、江戸時代には版木の製作から印刷・販売までが一貫して行われており、版木を所有していた書物問屋（一般書）や地本問屋（浮世絵）などを指して「（板いたの元もと）で『板元（はんもと）』」と呼んでいた。後に板が木を使わなくなり「版」に変わる。各問屋ごとに株仲間を作って活動していた。

## 著作権

### 江戸時代の板木の売買
出版物の元となる板木の売買が行われていた文書が残されていて、版権が無体財産権として売買・抵当の対象になっていた事例として取り上げられている。

### 著者は無報酬
しかしながら、売れっ子作者を除いて著作者に報酬が支払われることはなかったさまが次のように述べられている。
草双紙の最も流行を極めしものは天明年間に売り出したる喜三二が『文武二道万石通』、春町が『鸚鵡返し文武の二道』、および参和が『天下一面鏡の梅鉢』の黄表紙にて、発兌の当日は版元鶴屋の門前に購客山の如く、引きも切らざりしかば製本の暇さへなく摺り上げしばかりの乾きもせざる本に表紙と綴系とを添へて売り渡せり。
草双紙が如何に流行せしかを見るに足るもの有らん。然るに書肆の作者に酬ゆることは極めて薄く、ただ年始歳暮に錦絵絵草 紙などを贈るに止まり、別に原稿料として作者に酬ゆることはなかりしなり。たまたま当たり作あるも、其の作者を上客となし画工彫刻師等を伴い遊里に聘してこれを饗応するにあらされば、絹一匹または縮緬一反を贈り以て其の労に酬ゆるに過ぎず、未熱の作者に至りては入銀とて二分ないし三分を草稿に添へて而して書肆な出版を請ふものあるに至れり。されば当時の作者は皆他に生計の道を立てて戯作は真の慰みものとなせしなり。—江戸時代戯曲小説通志、

### 著作権概念の移入
明治維新と西洋文明の移入にともない、著作権の概念が次第に浸透してくる。英語ではコピーライト、すなわち複製権と言うように、出版の権利とは、オリジナルの複製を大量に作成し、流通させる権利であり、そこに利益を獲得する構造がある。
近代の大量生産技術においては、版の所持が大量複製の必要条件であり、「版を所有すること」と「複製・頒布権」は分かちがたく結びついていた。このため出版権の移転とは、版を移転することであった。

### 福沢諭吉の闘い
福沢諭吉の著作を無断複製したものに対して、敢然として対応し海賊版の出版をやめさせたのが、その嚆矢である。

## 版の保存と判例
版の物理的な保管場所は印刷所であることが多かった。出版社と印刷会社が別会社であってもその方法を採る場合が多く、しかし版の保管コストを出版社側が支払うことは皆無に近く、半ば慣行として印刷会社によるサービスの範囲内で行われていた。重版の声がかからないと見越して印刷会社が版を廃棄することはためらわれる傾向があった。ところが不慮のことで印刷会社が原版を失ってしまったことに対して、出版社側から賠償請求の訴訟を起こされた例があるが、自らに有利な商慣行に基づく出版社側の甘えであり、保管料を払っていない以上は正当な主張とは認めがたい、という判決が下っている。
「版の所有=出版の権利および能力」という図式、すなわち情報の複製・頒布に対する版の必要性は、現代に入りコンピュータや情報通信技術の発達により崩れつつある。現在、基本的には紙の本の印刷には版が必要であるが、オンデマンド印刷と呼ばれる技術の中には版を用いないものがあり、版元という語が本来の意味から次第に離れていく萌芽を示しているのかもしれない。

### 板木に関するもの
- 川瀬一馬『日本書誌学之研究』講談社、1971年。
- 川瀬一馬『日本書誌学概説 増訂版』講談社、1972年。
- 川瀬一馬『古辞書の研究 増訂版』雄松堂出版、1986年。
- 川瀬一馬『明治以前 日本出版文化史概説 日本に於ける木版本の歴史』（ハワイ大学集中講義用）、1973年。
- 川瀬一馬『古辞書概説』雄松堂書店、1977年。
- 川瀬一馬『日本文化史』講談社学術文庫、1978年。
- 川瀬一馬『日本書誌学之研究 続』雄松堂書店、1980年。
- 川瀬一馬『日本書誌学用語辞典』雄松堂書店、1982年。
- 川瀬一馬『入門講話日本出版文化史』日本エディタースクール出版部〈エディター叢書 ; 33〉、1983年。

### 版元、書肆、板木の売買
- 吉田篁墩『活版経籍考』日本書誌学会〈狩谷棭斎自筆本覆製附載〉、1933年。
- 井上和雄 編『慶長以来書賈集覧 書籍商名鑑 増訂版』（坂本宗子 増訂）高尾書店、1970年。
- 井上隆明『近世書林板元総覧』青裳堂書店〈日本書誌学大系14〉、1981年。
- 『江戸本屋出版記録 上巻』ゆまに書房〈書誌書目シリーズ 10〉、1980年4月。
- 『江戸本屋出版記録 中巻』ゆまに書房〈書誌書目シリーズ 10〉、1980年6月。
- 『江戸本屋出版記録 下巻（書名・人名索引）付録：江戸絵図株帳』ゆまに書房〈書誌書目シリーズ 10〉、1982年9月。
- 蒔田稲城 著、出版タイムス社 編『京阪書籍商沿革史 再版』出版タイムス社、1929年。
- 大和博幸 (1991-03). “江戸時代地方書肆の基礎的考察”. 國學院雜誌 (國學院大學) 92 (3（1008）):  86 - 114.
- 奥野彦六『江戸時代の古版本』東洋堂、1944年。
- 小林善八『日本出版文化史』（弥吉光長 解説）青裳堂書店〈日本書誌学大系1〉、1978年。
- 金田平一郎『第2章 債権関係の客体 第4節 無体財産権』法務庁資料統計局資料課〈近世債権法 (司法資料 ; 第298号)〉、1948年、37 -39頁。

### 著作権に関するもの
- 国文学研究資料館教授 大髙洋司『版本について② 出版法の確立と近世中･後期の出版』国文学研究資料館研究部〈平成26年度古典籍講習会 講義資料〉、2015年1月28日。
- 伊藤信男『著作権事件と著作権判例 : 側面より見た著作権発達史』（新訂増補版）文部省〈著作権シリーズ ; 第10集〉、1968年。